# Tantilla cuesta
Tantilla cuesta este o specie de șerpi din genul Tantilla, familia Colubridae, descrisă de William M. Wilson în anul 1982. Conform Catalogue of Life specia Tantilla cuesta nu are subspecii cunoscute.